# 王佳芬
王佳芬（1951年10月—），女，高级经济师，毕业于华东师范大学。1992年至2015年，王佳芬出任光明乳业（原名上海牛奶公司）总经理。2008年5月6日，任纪源资本投资合伙人。